# Fabian Lustenberger
Fabian Lustenberger (Nebikon, Suiza, 2 de mayo de 1988) es un exfutbolista suizo que jugaba de defensa. Fue internacional con la selección de fútbol de Suiza.

## Carrera

### FC Luzern
En su primera temporada 2005-06 para el FC Luzern, Lustenberger logró asentarse en la Raiffeisen Super League e integrarse dentro del equipo. Con el correr de los partidos comenzó a progresar en su nivel futbolístico lo que le permitió ganarse cada vez más la confianza de su técnico el exfutbolista suizo Ciriaco Sforza, y ya durante el receso invernal, se había ganado un puesto entre los once titulares del plantel.

### Hertha BSC
En agosto de 2007 llegó al equipo de la capital alemana por la cifra de 1,5 millones de euros para disputar la temporada 1. Bundesliga 2007/08. En su primera campaña con el Hertha Berlín, disputó 24 partidos en la liga. Sin embargo, durante su primer año no logró establecerse como titular habitual en el equipo, no fue así hasta que en las dos temporadas siguientes disputara 37 partidos y se quedara en el Hertha Berlín cuando el club fue relegado a segunda división.
Durante el transcurso final de la temporada 2009-10, Lustenberger sufrió una lesión que lo descartó del equipo durante casi cuatro meses. En su primer encuentro tras la recuperación, se vio obligado a jugar los últimos ocho minutos como portero, como consecuencia de la expulsión de Marco Sejna. En 2013 el club anuncia que Lustenberger había sido nombrado el capitán del equipo luego del regreso a la primera división después de una temporada en 2.Bundesliga. El 9 de marzo de 2016, se confirmó que el jugador firmaba la renovación de su contrato extendiendo el vínculo hasta finales de 2019.

### B. S. C. Young Boys
En enero de 2019 el B. S. C. Young Boys hizo oficial su fichaje para la temporada 2019-20, poniendo así punto final a 12 años en el Hertha de Berlín. Este fue el tercer y último club de su carrera que finalizó al término de la campaña 2023-24.

## Clubes
| Club                | País     | Año       |
| ------------------- | -------- | --------- |
| F. C. Luzern        | Suiza    | 2005-2007 |
| Hertha Berlín       | Alemania | 2007-2019 |
| B. S. C. Young Boys | Suiza    | 2019-2024 |

## Palmarés

### Títulos nacionales
| Título             | Club                | País  | Año  |
| ------------------ | ------------------- | ----- | ---- |
| Superliga de Suiza | B. S. C. Young Boys | Suiza | 2020 |
| Copa de Suiza      | B. S. C. Young Boys | Suiza | 2020 |
| Superliga de Suiza | B. S. C. Young Boys | Suiza | 2021 |
| Superliga de Suiza | B. S. C. Young Boys | Suiza | 2023 |
| Copa de Suiza      | B. S. C. Young Boys | Suiza | 2023 |
| Superliga de Suiza | B. S. C. Young Boys | Suiza | 2024 |

## Vida personal
Es hermano del también futbolista Simon Lustenberger que juega actualmente en la reserva del FC Luzern. Pero casualmente no está relacionado con su antiguo compañero de equipo suizo, Claudio Lustenberger, ni con el jugador dominicano Samuel Lustenberger.